# 虚拟8086模式
在x86的CPU電腦架構中，虛擬8086模式又稱為虛擬-真實模式，允許在保護模式作業系統的控制下執行真實模式的程序。
它用來在微軟Windows和OS/2中透過虛擬DOS機器來執行DOS程序，在SCO UNIX中透過Merge軟體，以及在Linux中透過dosemu。
要注意的是"保護模式的DOS程序"，不管是16或32位元，並不是在虛擬8086模式下執行，而是在一種使用者模式（只要他們是DPMI相容），所以上面所提的模擬器事實上所作事情更多，而不只是僅僅支援虛擬8086模式。
x86-64的長模式不支援V86模式。